# Adalberto Álvarez
Adalberto Cecilio Álvarez Zayas (La Habana, 22 de noviembre de 1948 - La Habana, 1 de septiembre de 2021) fue un cantante, compositor, escritor, arreglista y pianista cubano. Conocido como «El caballero del son».

## Biografía
Nació de manera accidental en La Habana, ya que su madre se encontraba de visita en la capital, no obstante su ciudad natal, de la cual es hijo Ilustre, se considera Camagüey. Hijo de Rosa Margarita Zayas y Enrique Fortunato, tuvo sus primeros aciertos musicales desde la temprana edad de 3 años en Camagüey.
En 1957 se integró a la Orquesta “Avance Juvenil”, la cual dirigía su padre. Fundó y dirigió el importante conjunto "Son 14", con el cual lanza el disco A Bayamo en Coche en 1979 con el respaldo del pianista Frank Fernández. Este grupo adquirió grande popularidad nacional y regional, incluso después de la salida de Álvarez en 1984.
Fue pianista, compositor, arreglista y director de orquesta. «El Caballero del Son» fue el título que se ha ganado por las antológicas innovaciones y aportes realizados a ese género tradicional y contemporáneo, resulta ser en la actualidad, el sonero cubano más versionado en el ámbito latino de los últimos 30 años.

### Fallecimiento
Adalberto Álvarez murió el 1 de septiembre de 2021 en La Habana, a raíz de sufrir complicaciones en su cuadro de COVID-19. Tenía setenta y dos años.

## Cronología
- 1961 Se incorpora a la Campaña de Alfabetización Conrado Benítez. Solo contaba con 13 años.

- 1962 Uno de sus deseos de niño fue el de ser piloto por esto ingresa en el Instituto Tecnológico de Aeronáutica Civil, para ser Piloto. En ese mismo año sale de la Aviación, para ingresar en la Escuela Carlos Marx (secundaria).

- 1964 y 1965 Ya por estos años y en el anterior ya había experimentado cierta atracción hacia la música integrando como cantante en un grupo de aficionados, de nombre Combo Caribe en Camagüey.

- 1966 Comenzó los estudios de fagot en la Escuela Nacional de Arte (ENA) gracias a su talento y a la colaboración que le brindara la profesora Alicia Perea.

- 1967 Empieza a dirigir la Orquesta típica del plantel escolar durante 8 años. En esta etapa nutre su aprendizaje y vivencias de los maestros de ámbito nacional, reconocidos en el mundo: Benny Moré, Miguelito Cuní y Félix Chapotín.

Joseíto González, director de la orquesta Rumbavana, escucha una de sus obras y se la pide, así el conjunto sumó a su repertorio varias obras suyas. El primer estreno fue “Con un besito mi amor”, más tarde "El son de Adalberto" fue todo un éxito, además de otras, siendo estas sus primeras obras en la radio.
- 1972 Terminando sus estudios en la Escuela Nacional de Arte regresa a Camagüey.

- 1978 Nace "Son 14", ya que el compositor y promotor oriental Rodulfo Vaillant, le propuso a Adalberto Álvarez formar una Orquesta, y este no lo pensó mucho y partió hacia Santiago de Cuba. Esta Orquesta tuvo gran aceptación por el público, presentándose en innumerables conciertos, y giras internacionales y la participación en el II Festival de Música del Caribe, en Colombia. Esta Orquesta la dirigió el por 5 años.

- 1979 Graba el primer Disco “Son 14”, titulado, “A Bayamo en Coche” con el sello discográfico EGREM, contando, además, que la producción musical de dicho LP, fue del maestro Frank Fernández, el cual lo descubrió en Santiago de Cuba, y le propuso venir a grabar en La Habana, convirtiéndose en el productor de sus primeros 6 discos, de esta forma nació una gran amistad entre ellos.

- 1981 Grabación del Segundo Disco de “Son 14”, titulado, “Son como Son”.

- 1984 El 25 de febrero sale a la luz su segunda agrupación cuyo apelativo sale del “Son de Adalberto”

- 1985-1988 Continúa realizando giras por todo el mundo con su Orquesta.

- 1989 Integra la orquesta Pancho Amat (tresero).

- 1997 Firma contrato con el sello europeo Milán Music.

- 1999 Hace una gira promomcional por Estados Unidos de América, Iberoamérica y Europa. En los Estados Unidos promocionó su disco "Jugando con Candela". La revista especializada Music Magazine, que se edita en Japón, seleccionó como primer lugar al mejor álbum de Música Latina, el disco titulado “Sueño de una Gitana” de Adalberto Álvarez.

En Venezuela le otorgaron a Adalberto el sobrenombre de "El Caballero del Son".
- 2001 Realiza cambios importantes en su agrupación, introduciendo 3 cantantes, con los cuales se presentó en el Festival del Son, en Santiago de Cuba, y en este fue el presidente honorífico.

- 2004 Realiza una gira por varios países de Europa en los meses de enero y febrero donde promociona su disco Para Bailar Casino.

## Discografía
Con una larga discografía en toda su carrera contó con un total de 25 discos con más de 8 canciones en cada uno de ellos, dentro de los que se encuentran: Mi linda habanera, Para bailar casino, El son de Adalberto suena cubano, Jugando con candela, Sonero soy, Locos por el son, El Chévere y El Caballero, Y que tú quieres que te den, Omara con Adalberto, "Los super éxitos de Adalberto, SON 14", entre otros.

## Premios
En 1980 el sonero mayor Miguelito Cuní le hizo entrega del gran premio a Adalberto Álvarez, primer lugar del Festival del Son en Guantánamo.
En el marco del festival en Santiago de Cuba, le otorgan la Placa “José María Heredia” que es otorgada a ciudadanos cubanos y de otros países que han realizado aportes significativos a favor de la cultura de Cuba.

## Aportes
Dentro de sus principales aportes como músico, está el haber contemporanizado el son, logrando reinsertar este género bailable desde Cuba, en la atmósfera y la sonoridad de la salsa, género musical que en los últimos años ha dominado en el ámbito internacional.

### Palabras de Adalberto Álvarez
Admiro y respeto grandemente la música de los soneros y trovadores del ayer. Ellos son mi inspiración, sin embargo, mi música (el Son) está modificada y refleja estilos modernos y populares".
Si me fuera dado un deseo, pediría un pedacito en el alma de los bailadores. De ser así, habría cumplido un sueño.